# Винокуров, Виталий Александрович
Вита́лий Алекса́ндрович Виноку́ров (21 ноября 1931, Керчь — 14 ноября 1989, Москва) — советский учёный, доктор технических наук, профессор, специалист в области остаточных сварочных напряжений и деформаций, прочности сварных конструкций.

## Начало биографии

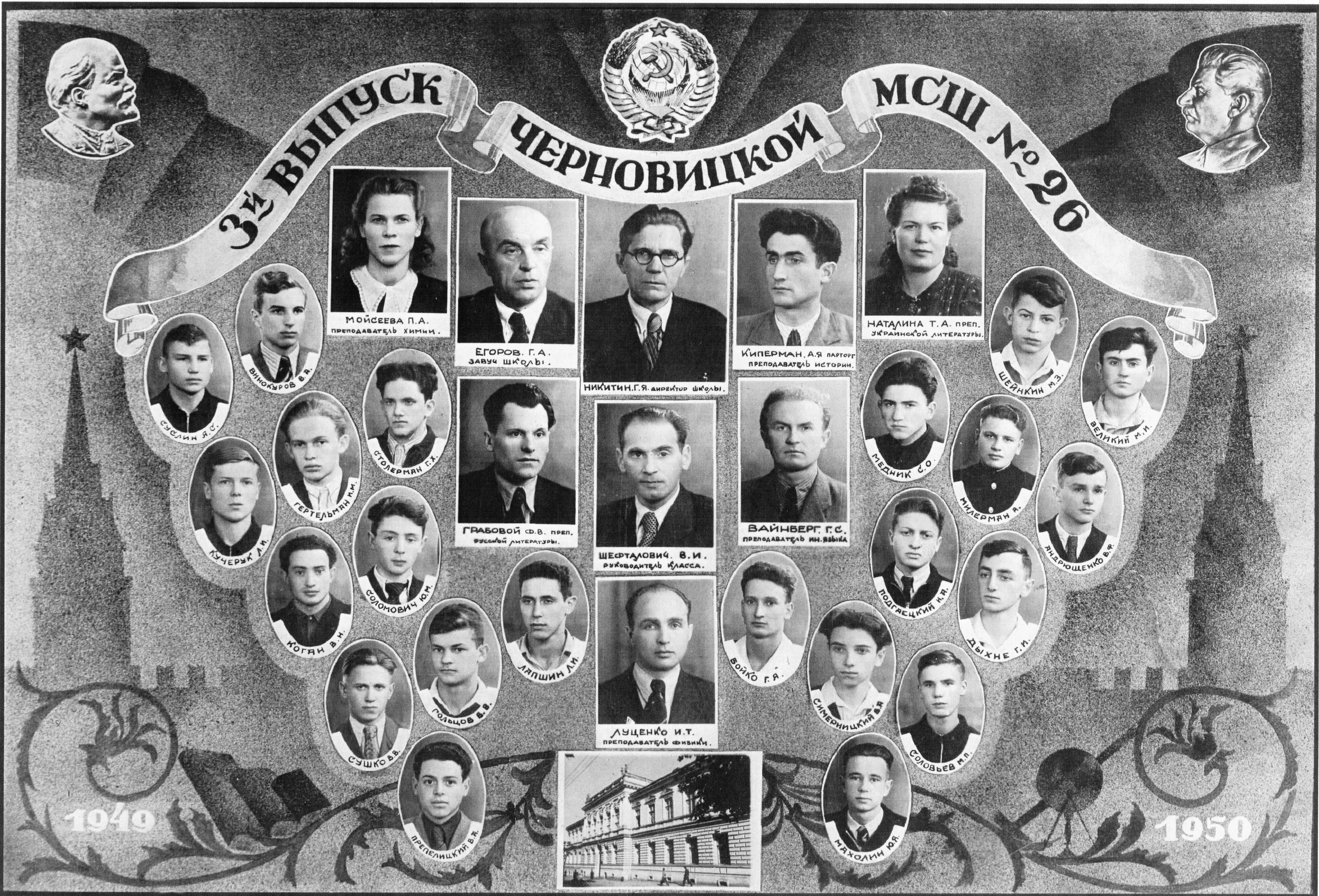
В. Винокуров среди выпускников школы. 1950 г.

Виталий родился 21 ноября 1931 года в Керчи. Его отец, Дмитрий Стародубцев, бывший краснофлотец, советский активист и местный уполномоченный по раскулачиванию, был расстрелян в 1937 году. Мать, Александра Семёновна, вторично выйдя замуж, позволила новому мужу усыновить Виталия, и тем дала ему новое отчество и фамилию. С 1942 года он стал Виталием Александровичем Винокуровым.

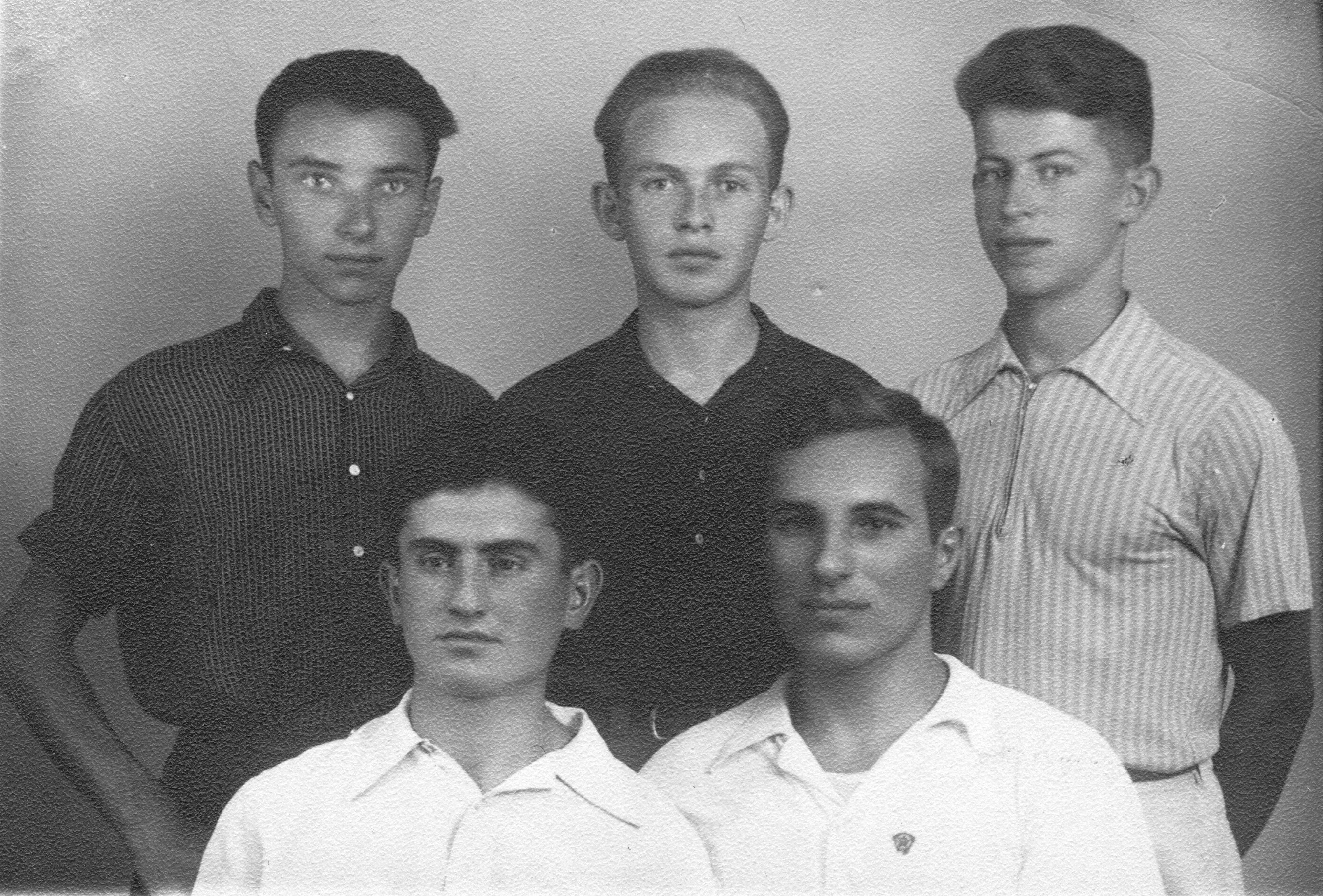
В. Винокуров среди одноклассников, студентов различных ВУЗов. 1952 г. (нижний ряд слева направо: Великий М. И., Винокуров В. А.;
верхний ряд: Препелицкий В. А., Гертельман И. М., Шейнкин М. З.)

В 1939 году поступил в среднюю школу города Константиновка, затем с 1944 года учился в городе Дружковка, а с 1946 года — в средней школе № 26 города Черновцы, которую в 1950 году окончил с Золотой медалью. Затем как медалист без экзаменов поступил в МВТУ им. Н. Э. Баумана. По его окончании в 1956 году был там же оставлен для обучения в аспирантуре. В 1958 году защитил кандидатскую диссертацию, в которой разработал оригинальный энергетический метод определения величины искривления тонколистовых сварных элементов после потери ими устойчивости от сварочных остаточных напряжений и получил формулы расчета оптимальных режимов их правки путём прокатки роликами. Далее, по ходатайству своего научного руководителя, профессора Г. А. Николаева, начал работу на профильной кафедре МВТУ «Машины и автоматизация сварочных процессов».

## Научная деятельность
Виталий Александрович защитил диссертацию доктора технических наук в 1963 году, когда ему было 32 года. Работа посвящалась проблемам производства толстостенных сварных конструкций с применением электрошлаковой сварки. Впервые было получено решение задачи о перемещениях и деформациях в металле под действием движущегося теплового источника с учётом фазовых превращений. Разработаны методы расчёта остаточных напряжений в толстолистовом металле и релаксации напряжений при отпуске, даны рекомендации по рациональным режимам сварки и термообработки сварных конструкций.
С 1965 года и до своей кончины работал в качестве профессора кафедры «Машины и автоматизация сварочных процессов» МВТУ имени Н. Э. Баумана, фактически выполняя функции её заведующего. Дело в том, что академик Г. А. Николаев, являясь одновременно и руководителем кафедры, и ректором МГТУ, физически не располагал достаточными возможностями.
Все эти годы В. А. Винокуров отличался изрядной целеустремлённостью и работоспособностью. Об этом, например, говорит факт свободного владения английским языком, который он начал осваивать в 1974 году с нуля, уже будучи профессором, и, который активно использовал в зарубежных контактах, таких как чтение лекций в Лондоне (1976 г.) или участие в Конгрессе Международного института сварки (англ. International Institute of Welding) в Хельсинки (1987 г.) и ведении, в качестве председателя, заседаний одной из его комиссий.
Основные научные результаты В. Винокурова относятся к следующим областям теории сварки:
- Систематизация существующих, традиционно используемых методов расчёта прочности сварных соединений и, на основе проведённой систематизации, разработка новых методов расчёта и проектирования сварных конструкций.
- Создание методов оценки работоспособности сварных соединений и конструкций с позиций возможного снижения прочности из-за образования и роста трещин как на стадии изготовления конструкции, так и в процессе дальнейшей эксплуатации. В соавторстве с профессором С. А. Куркиным им были созданы оригинальные экспериментальные установки, позволяющие с учётом механики разрушения, на практике определять критерии допустимого снижения прочности и пластичности.
- Исследование временных и остаточных сварочных напряжений и деформаций с учётом их влияния на работоспособность конструкции. Создание методов устранения этих напряжений и деформаций. Совместно с профессорами А. Г. Григорьянцем, В. М. Сагалевичем, О. И. Стекловым было выявлено влияние напряжений и деформаций на прочность при статических и переменных нагрузках, а также решены проблемы устранения и предотвращения коробления тонкостенных сварных элементов путём пластического деформирования зоны соединения роликами как в процессе, так и после сварки. Разработаны методы стабилизации размеров сварных конструкций путём термической обработки, обработки ультразвуком и вибрацией сварных швов и около шовной зоны. Это стало важным вкладом в развитие технологий авиационного и ракетного строительства.

В. А. Винокуров стал первым из исследователей в СССР, применивших компьютерное моделирование для изучения напряженно-деформированного состояния металла при сварке. Полученные результаты были опубликованы в 1968 году.
Результаты научной работы В. А. Винокурова стали основой многократно переизданных фундаментальных учебников и учебных пособий для вузов. Общее число печатных работ составило 209 наименований. Им подготовлено 37 кандидатов технических наук, 7 из которых впоследствии защитили докторские диссертации.
Более 20 лет В. Винокуров был членом экспертного совета ВАК СССР, председателем комиссии по прочности сварных конструкций Национального комитета СССР по сварке. Неоднократно участвовал в работе конгрессов Международного института сварки. Был председателем диссертационного совета по сварке в МВТУ имени Н. Э. Баумана.

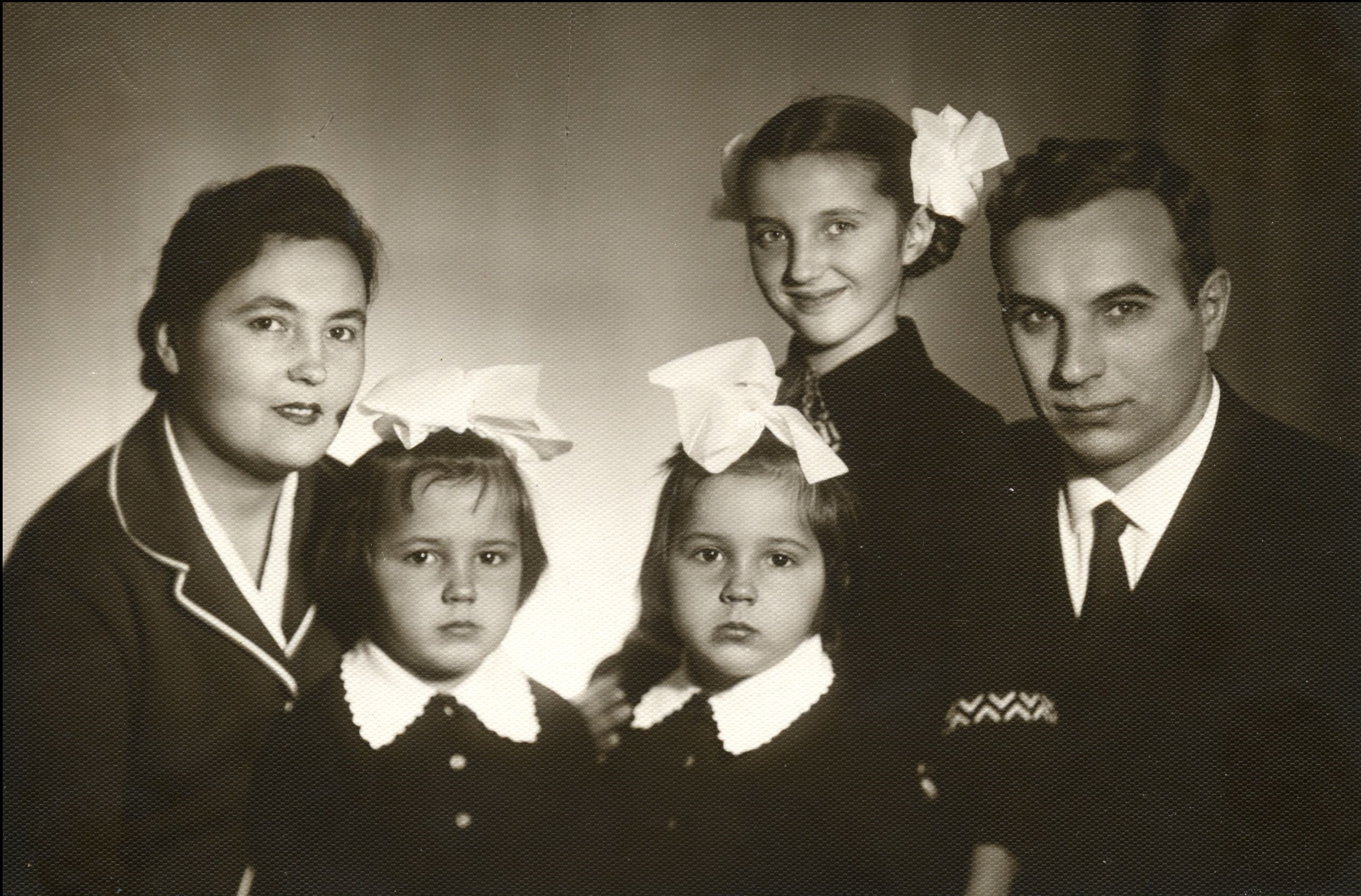
Винокурова Т. Ф., Лариса, Елена, Людмила и Винокуров В. А. 1967 г.

## Семья
Жена — Винокурова (Сергиенко) Тамара Фёдоровна, 1935 г.р.
Дочери — Людмила, 1957 г.р., Лариса, 1962 г.р., Елена, 1962 г.р.

## Основные публикации
- Винокуров В. А. Сварочные деформации и напряжения. Москва : Машиностроение, 1968. — 235 с.
- Николаев Г. А., Куркин С. А., Винокуров В. А. Расчет, проектирование и изготовление сварных конструкций: Учеб. пособие для вузов и фак. — М. :Высш. шк., 1971. — 760 с.
- Николаев Г. А., Куркин С. А., Винокуров В. А. Сварные конструкции. Прочность сварных соединений и деформации конструкций: Учеб. пособие. — М.: Высш. школа, 1982. — 272 с. — 30000 экз.
- Николаев Г. А., Куркин С. А., Винокуров В. А. Сварные конструкции: Технология изготовления. Автоматизация производства и проектирования сварных конструкций: Учеб. пособие для вузов. — М. :Высш. шк., 1983. — 344 с.
- Винокуров В. А., Григорьянц А. Г. Теория сварочных деформаций и напряжений. — М. : Машиностроение, 1984. — 280 с.
- Николаев Г. А., Винокуров В. А. Сварные конструкции. Расчет и проектирование: Учеб. для вузов. — М. :Высш. шк., 1990. — 445 с. — ISBN 5-06-001555-6
- Винокуров В. А., Куркин С. А., Николаев Г. А. Сварные конструкции. Механика разрушения и критерии работоспособности / ред. Б. Е. Патон. — М. : Машиностроение, 1996. — 576 с. — ISBN 5-217-02776-2.

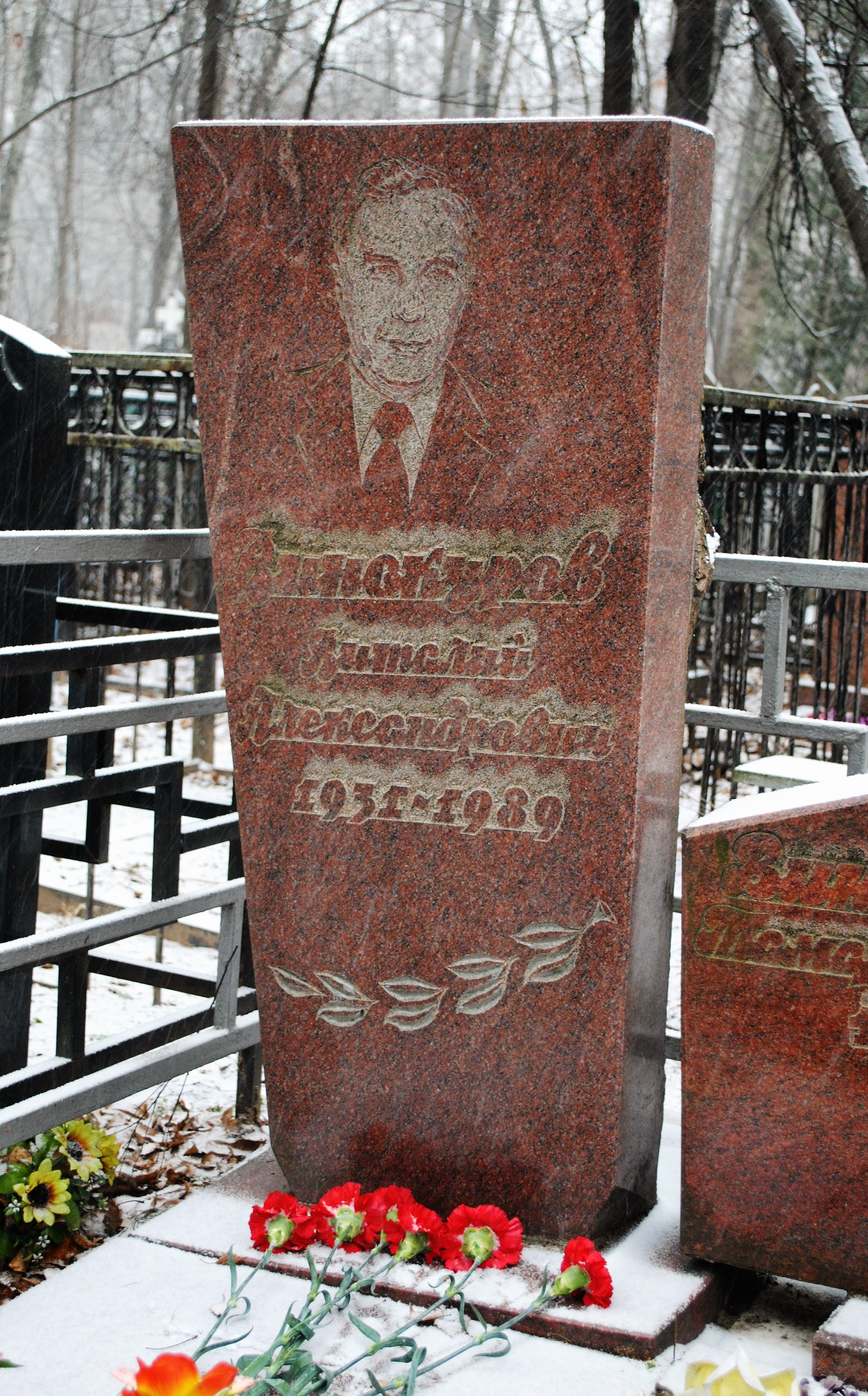
Надгробие В. А. Винокурова на Кузьминском кладбище
г. Москвы. 2014 г.

## Награды и премии
- Орден «Знак Почёта» (1980), Медаль «За доблестный труд. В ознаменование 100-летия со дня рождения Владимира Ильича Ленина», ряд других медалей.
- Ряд ведомственных наград

## Память
Виталий Александрович Винокуров скоропостижно скончался 14 ноября 1989 года. Он не дожил неделю до своего пятидесятивосьмилетия. Похоронен в Москве на 111 участке Кузьминского кладбища.